# Lepidion schmidti
Lepidion schmidti är en fiskart som beskrevs av Svetovidov, 1936. Lepidion schmidti ingår i släktet Lepidion och familjen Moridae. Inga underarter finns listade i Catalogue of Life.
Den är uppkallad efter den ryske iktyologen Peter Schmidt.